# Scotoom
Een scotoom is een ander woord voor uitval van een stukje gezichtsveld dat is omgeven door een gebied met betere of normale visus. Het kan worden veroorzaakt door aandoeningen van het netvlies als gevolg van een oogziekte zoals door glaucoom maar ook door aantasting van (de functie van) de oogzenuw zoals bij multiple sclerose. Een scotoom kan ook bij migraine voorkomen. 
De aandoening kan op verschillende manieren worden ervaren. Het blikveld van sommigen lijkt als door een vergiet waargenomen, sommigen zien een ringvormig, flikkerend patroon, anderen zien een grote blinde vlek, ofwel een absoluut scotoom. Dat komt vaker voor bij migraineaanvallen.
|  |  |